# Javorinka (Vtáčnik)
Javorinka (938 m n. m.) je nejvyšší hora podcelku Nízký Vtáčnik v pohoří Vtáčnik. Nachází se na severozápadním okraji území, v centrální části pohoří.

## Polohopis
Nachází se na severu podcelku Nízkého Vtáčnika, v geomorfologické části Vígľaš. Leží ve střední části rozsochy, vybíhající z hlavního hřebene pohoří Vtáčnik mezi Plešinou a Tatrou. Severní a východní svahy odvodňuje Vicianov potok, jižní Klenová, oba přítoky říčky Kľak.
Západním směrem leží masiv Tatry, severozápadně Pleš a severně boční rameno Rúbaného vrchu. Východně sousedí Ostrovica, jihovýchodně pokračuje rozsocha, na jejímž konci je Klenový vrch.

## Přístup
Na vrchol Javorinka nevede značená trasa a přístupný je tak jen neznačenými stezkami lesem. Jihozápadním úpatím vede Klenovou  dolinou  žlutě značený chodník z Ostrého Grúně na Rúbaný vrch, ze kterého se dá odbočit a lesem pokračovat na vrchol.